# Транспортное предложение
Транспортное предложение (Transport supply) - Совокупность имеющихся на отдельной территории средств транспортировки  .
Транспортное предложение - совокупность данных о транспортной инфраструктуре моделируемой территории. Включает информацию о расположении и протяжённости автомобильных дорог и их характеристиках, железнодорожных путей, сетей других видов транспорта, информацию о подвижном составе, расписании движения общественного транспорта, расположении остановок общественного транспорта и организации дорожного движения на перекрестках 
Транспортное предложение может быть формализовано как провозная способность транспортной инфраструктуры и систем транспорта, как правило, для географически определенной транспортной системы или отдельной территории. В частности, в городах транспортный спрос определяется показателями транспортной подвижности населения (средней, часовой, километровой), а транспортное предложение - это набор имеющихся в распоряжении городского сообщества средств транспортировки .
Транспортное предложение отображает маршрутную сеть всех видов транспорта:
- пешеходного движения;
- индивидуального автомобильного транспорта;
- общественного транспорта;
- других видов транспорта (например, водного, велосипедного, железнодорожного транспорта).

Транспортное предложение даёт представление о возможностях существующей транспортной инфраструктуры планируемой территории с требуемой степенью точности и является одним из этапов при создании транспортной модели. При этом требования к степени детализации данных о транспортном предложении определяются собственно объектом моделирования и конкретным кругом задач транспортного планирования, для решения которых строится транспортная модель.